# Bristol M.1c

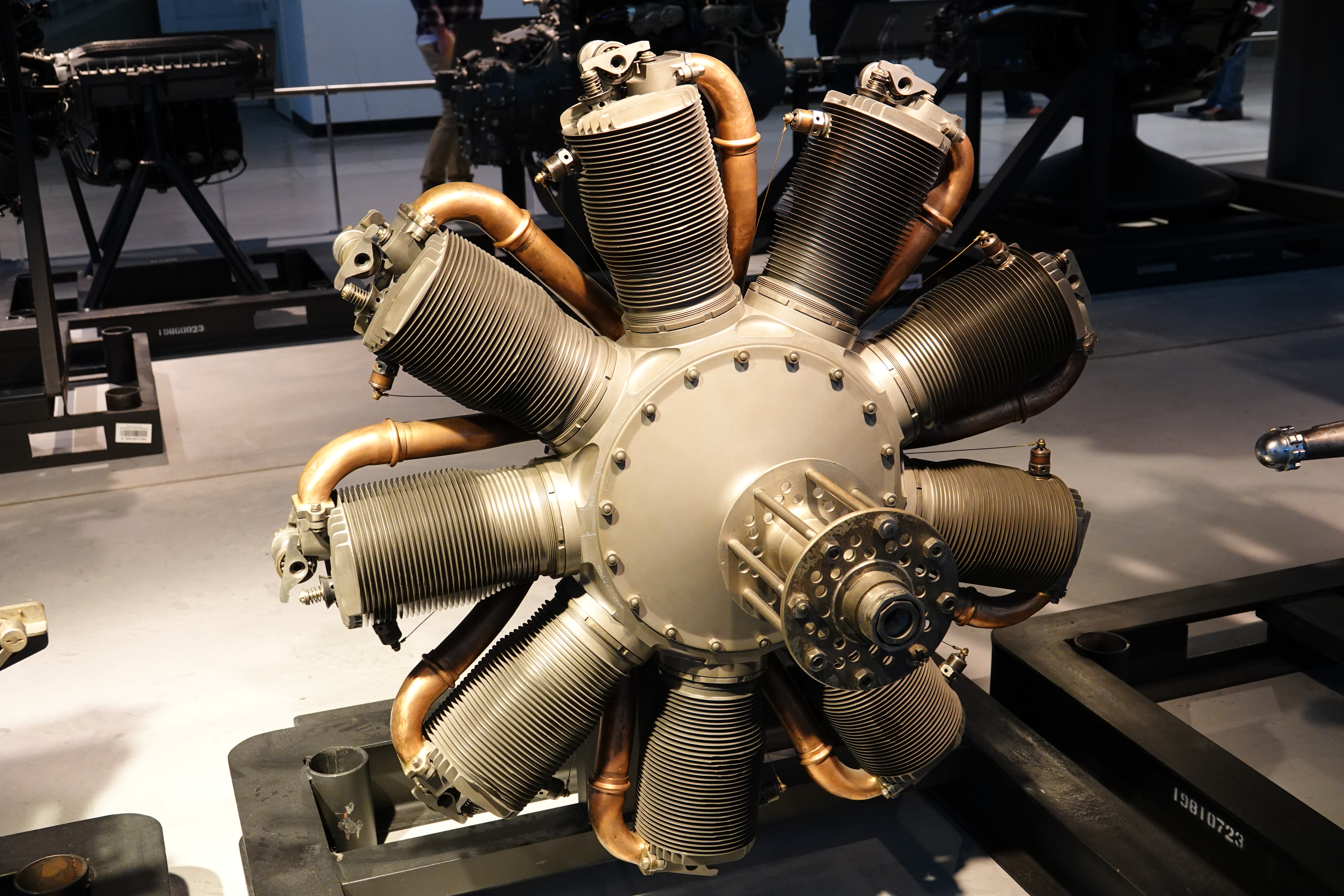
Rhone 9J rotatiemotor.

De Bristol M.1c "Bullet" was een Brits jachtvliegtuig dat in 1916 werd ontworpen door kapitein Frank Barnwell toen bleek dat de toestellen van de Entente niet tegen de Duitse Eindecker op konden. Het werd geproduceerd door de Britse fabrikant Bristol Aeroplane Company.

## Ontwikkeling
Op 14 juli 1916 legde het prototype, de Bristol M.1a, een test af. Nadien werden op aanvraag vier proefmodellen gebouwd die de benaming Bristol M.1b kregen. Ze werden elk voorzien van een luchtgekoeld Vickers machinegeweer die recht voor de piloot en boven de motor was geplaatst. 
Op 3 augustus 1917 werd de productie begonnen van de M.1c door Bristol. De Bristol M.1c was een zeer goed bestuurbaar en effectief gevechtsvliegtuig. Psychologisch gezien had het alleen een serieus nadeel, omdat de Britse bevelhebbers het onverstandig vonden om hun piloten hun leven te laten riskeren in een vliegtuig met slechts een stel vleugels. 
Hierdoor werden slechts 125 exemplaren besteld.

## Inzet en operaties
Na de levering deed het toestel enkel dienst aan het Oostelijk front en in het Midden-Oosten, maar niet op het Westelijk front toen bleek dat de Franse vliegvelden te klein waren. Later werd ook de Bristol M.1d gebouwd, een exemplaar voorzien van de nieuwere 100pk sterke Bristol Lucifer 3-cilindermotor.